# John Hanning Speke
John Hanning Speke, född den 4 maj 1827 i Somersetshire, död den 15 september 1864 genom olyckshändelse på jakt i närheten av Bath, var en brittisk upptäcktsresande.

## Biografi
Speke ingick 1844 i indiska hären, deltog i Punjabfälttåget i Colin Campbells division samt vann anseende som soldat, idrottsman och naturforskare. Med Burton var han 1854 på en expedition i Somaliland, där han svårt sårades i en strid mot somalierna, och 1857 på en expedition för att verifiera gängse rykten om tillvaron av stora sjöar i östra Centralafrika och särskilt för att söka finna Njassasjön, dit dock vägen var stängd av araber. 
Utgående från Zanzibar i juni på en mera nordlig väg, som i november förde dem till Unyamwesi, där de av arabiska köpmän fick veta, att det längre norrut fanns tre stora sjöar, slog Speke, medan Burton var sjuk, in i den nordligaste riktningen och fann efter 30 dagsmarscher Victoriasjön, som han genast antog vara Nilens sökta källsjö, varpå dock Burton tvivlade. Speke skyndade tillbaka till England och bekantgjorde sin mening.
Han fick, trots tvivel och gensägelser, understöd av Geografiska sällskapet, så att en ny expedition under ledning av Speke och Grant utrustades av nämnda sällskap, även den utgående från Zanzibar. Den 28 juli 1862 såg de Nilens utlopp ur Victoriasjön, och trots att de inte kunde följa floden hela vägen från sjön till Gondokoro och den del Albertsjön hade i Nilsystemet då var okänd, tillkännagav Speke från Khartoum, att Nilfrågan var löst. 
Burton och andra var dock inte övertygade och kritiserade Spekes slutsatser i The Nile basin (1864), vari Tanganyikasjön förfäktades som Nilens verkliga källa. Redan före sin andra färd till Victoriasjön fick Speke Geografiska sällskapets guldmedalj. Resultatet av den sista expeditionen nedlade Speke i Journal of the discovery of the source of Nile (2 band, 1863; "Upptäckten af Nilens källor", 1864–65).